# Vilniaus energija
Vilniaus energija ist ein  Energieversorgungsunternehmen mit Hauptsitz in der litauischen Hauptstadt Vilnius. Es bietet Strom- und Fernwärmeversorgung und betreibt hierfür unter anderem das Heizkraftwerk E-3. Das Unternehmen gehört dem französischen Konzern Dalkia. 2010 erzielte Vilniaus energija einen Umsatz von 204,49 Mio. Euro (706,07 Mio. Lt) und einen Gewinn von 13,45 Mio. Euro (46,45 Mio. Lt).